# Nový Smokovec
Nový Smokovec est une localité slovaque située à proximité immédiate de Starý Smokovec à une altitude de 1 010 m. La localité s'est constituée autour de thermes fondés en 1er juillet 1876.